# Bataille du Volturno (554)
 (novembre 2021).
Pour les articles homonymes, voir bataille du Volturno.
Guerre des Goths (535-553)
Batailles
- Palerme (535)
- Naples (536)
- Rome (537-538)
- Vérone (541)
- Faventia (542)
- Mucellium (542)
- Naples (542-543)
- Rome (546)
- Rome (549-550)
- Sena Gallica (551)
- Taginae (552)
- Vésuve (552)
- Volturno (554)

La bataille du Volturno aussi dénommée bataille de Casilinum ou bataille de Capoue se déroula en 554 entre l'armée byzantine et une armée composée de Francs et d'Alamans. Les Byzantins, conduits par Narsès, furent victorieux.

## Prémices
Durant les dernières phases de la guerre gothique, le roi Teia appela les Francs à l'aide contre l'armée byzantine dirigée par l'eunuque Narsès. Bien que le roi Thibaut eût refusé de lui venir en aide, il permit à deux de ses sujets, les chefs alamans Leuthari et Bucçlin, d'aller en Italie soutenir les Ostrogoths. Selon l'historien Agathias, les deux frères rassemblèrent une armée de 75 000 Francs et Alamans, qui, au début de l'année 553 traversa les Alpes et arriva aux alentours de Parme. Ils mirent en déroute une force dirigée par le chef hérule Fulcaris, et bientôt, plusieurs Goths du nord de l'Italie vinrent grossir les rangs de l'armée. Pendant ce temps, Narsès dispersait ses troupes dans des casernes un peu partout au centre de l'Italie, tandis que lui-même passait l'hiver à Rome.
Au début de l'année 554, les deux frères envahissent le centre de l'Italie. Ils pillent tout en descendant progressivement vers le sud jusqu'à ce qu'ils arrivent dans le Samnium. Là, ils divisent leurs forces, Bucçlin et une grande partie de l'armée font route vers la Campanie et le détroit de Messine. Pendant ce temps, Leuthari dirige le reste vers les Pouilles et Otrante. Néanmoins, Leuthari décide assez vite de revenir chez lui avec le butin. Son avant-garde sera cependant défaite par Artabanès à Fanum, laissant derrière elle la plupart du butin. Le reste de la troupe réussit à atteindre le nord de l'Italie et traversa les Alpes en direction du territoire franc. Toutefois, la plupart des hommes dont Leuthari périrent de la peste dans la région de Ceneda.
Bucçlin au contraire, plus ambitieux et probablement persuadé par les Goths de devenir roi du futur royaume, se résout à rester en Italie. Néanmoins, son armée subit une épidémie de dysenterie réduisant sa taille de 30 000 à près de 20 000 hommes. Dès lors, l'équilibre numérique est rétabli avec Narsès. À l'été, Bucçlin érige un camp sur les rives du Volturno, couvrant ses flancs exposés avec un rempart de terre. De plus, un pont sur la rivière est fortifié par une tour en bois, fortement gardée par les Francs.

## La bataille
Lorsque Narsès se retrouve aux alentours du camp franc, il s'avance à la tête de 18 000 hommes, incluant de puissants contingents hérules. Son armée est composée d'infanterie, de cavalerie lourde et d'archers à cheval. Cela lui procure un avantage, sur les troupes ennemies, surtout composées d'infanterie. Pendant que les Byzantins approchent du camp, Narsès envoie un officier arménien nommé Charananges avec une troupe de cavaliers pour couper l'approvisionnement des Francs. En effet, Charananges n'a pas seulement capturé plusieurs charrettes, mais a utilisé l'une d'elles pour mettre le feu à la tour construite pour garder le pont. Après la première escarmouche, les deux belligérants quittent leur camp et se mettent en formation de combat. À ce moment-là, un incident aurait pu faire échouer le plan de Narsès. En effet, un capitaine hérule tue un domestique et quand il est jugé par Narsès, il refuse d'admettre sa faute. Narsès décide de l'exécuter, ce qui provoque le refus des troupes hérules de prendre part au combat.
Néanmoins, Narsès met en position ses forces pour la bataille. Faisant face à une infanterie franque solide et bien en position, il choisit d'adopter une disposition similaire à celle de la bataille de Taginae. C'est-à-dire avec l'infanterie au centre, à l'arrière les archers et la cavalerie sur les côtés. Narsès prend lui-même le commandement du flanc droit pendant qu'Artabanes et Valerian commandent le flanc gauche. Une partie des troupes situées sur le côté gauche se trouve cachée dans une forêt. Aux réclamations de Sindual, général hérule qui a promis de persuader ses hommes de combattre, Narsès a quitté un fossé situé au milieu de l'infanterie et dans lequel devaient venir se positionner les Hérules.
Cependant, deux Hérules déserteurs ont encouragé Bucçlin à attaquer l'armée byzantine de suite, alors que les Hérules sont encore en train de se mettre en position. Les Francs, rangés en une large position en forme de coin avancent et attaquent le centre de l'armée byzantine. Ils ont rapidement franchi le fossé laissé par les Hérules, mais Narsès commande le flanc droit composé de cavaliers et de plusieurs archers à cheval qui se sont brusquement retournés vers leurs flancs et ont attaqué les Francs sur leur côté exposé. Ces derniers, déjà engagés contre l'infanterie byzantine, sont incapables de faire face à leurs ennemis très mobiles positionnés sur leur flanc. La confusion a commencé à se diffuser parmi les troupes franques pendant que les Hérules se lancent finalement dans la bataille. Voilà le récit qu'en fit J. B. Bury: "… alors Sindual et ses troupes hérules sont apparus sur le champ de bataille. La défaite des Francs était déjà certaine, ça allait être une annihilation."
Bucçlin et la plupart de ses hommes périssent alors même que les pertes byzantines sont faibles. Agathias a donné le nombre de 80 Byzantins tués ce qui est bien trop peu, tandis qu'il affirme que seuls 5 Francs ont survécu. Quel que soit le véritable nombre, ce fut une écrasante victoire pour Narsès, le signe du triomphe final de l'empire byzantin en Italie.

## Suites et conséquences
En dépit de l'importance de la victoire de Narsès, les hostilités n'étaient pas terminées pour autant. 700 rebelles Goths tenaient bon à Campsa près de Naples avant qu'ils ne capitulent au cours de l'année 555. Les terres et les villes situées le long du Pô étaient toujours aux mains des Goths et des Francs, et il fallut attendre 562 pour que leurs dernières forteresses, les villes de Vérone et de Brescia soient assujetties.

## Sources primaires
- Agathias, Histoires, I & II

## Sources
- (en) John Bagnell Bury, History of the Later Roman Empire Vol II, Ch.XIX, Macmillan & Co., Ltd., 1923 (lire en ligne)
- (en) John Haldon, The Byzantine Wars, The History Press, 2008, 235 p. (ISBN 978-0-7524-4565-6)